# Điềm Hy
Điềm Hy là một xã thuộc huyện Châu Thành, tỉnh Tiền Giang, Việt Nam.

## Địa lý
Địa giới hành chính xã Điềm Hy:
- Phía Đông giáp với xã Nhị Bình
- Phía Tây giáp với xã Tân Hội, Tân Phú, thị xã Cai Lậy
- Phía Bắc giáp với xã Phước Lập, huyện Tân Phước
- Phía Nam giáp với xã Dưỡng Điềm.

Xã Điềm Hy có diện tích 13, 86 km², dân số năm 2018 là 11.386 người, mật độ dân số đạt 822 người/km².

## Hành chính
Xã Điềm Hy được chia thành 4 ấp: Bắc A, Bắc B, Hưng, Thới.

## Giao thông
Xã có tuyến Quốc lộ 1 đi ngang qua tạo điều kiện cho việc giao lưu hàng hóa phát triển kinh tế - xã hội của xã. 